# Список президентов Кабо-Верде
Список президентов Кабо-Верде включает лиц, являвшихся главой государства Кабо-Верде после обретения им независимости в 1975 году.
В настоящее время главой государства Кабо-Верде является Президент Республики (порт. Presidente da República). Согласно действующей редакции конституции, президент избирается всенародным голосованием на 5 лет с правом однократного переизбрания. Глава государства является гарантом нормального и непрерывного функционирования государственных органов, национальной независимости и территориальной целостности, следит за сохранением и уважением национального суверенитета как внутри страны, так и за её пределами, является гарантом национального единства. В случае вакантности поста обязанности президента исполняет председатель Национального собрания или, при отсутствии такового, первый вице-президент.
Использованная в первом столбце таблиц нумерация является условной; также условным является использование в первом столбце цветовой заливки, служащей для упрощения восприятия принадлежности лиц к различным политическим силам без необходимости обращения к столбцу, отражающему партийную принадлежность. В столбце «Выборы» отражены состоявшиеся выборные процедуры или иные основания получения полномочий. Для удобства список дополнен разделом «Обзор», призванным пояснить особенности политической жизни страны.

## Обзор
После победы в апреле 1974 года португальской «революции гвоздик» начались переговоры представителей Африканской партии независимости Гвинеи и Кабо-Верде (ПАИГК) с новым руководством метрополии, которые увенчались подписанием соглашения о создании переходного правительства Заморской провинции Кабо-Верде (порт. Província Ultramarina de Cabo Verde), сформированного 31 декабря из 3 представителей ПАИГК и 3 португальских военных. 30 июня 1975 года были проведены выборы в Национальное собрание, и 5 июля острова официально стали независимым государством — Республикой Кабо-Верде (порт. República de Cabo Verde).
Первым президентом страны стал представитель ПАИГК Аристидеш Перейра. Конституция 1980 года предусматривала будущее объединение Кабо-Верде с Гвинеей-Бисау и закрепляла однопартийную систему, однако военный переворот в последней привёл к расколу ПАИГК. В январе 1981 года бывшая региональная организация партии в Кабо-Верде образовала Африканскую партию независимости Кабо-Верде (ПАИКВ), а положения о союзе с Гвинеей-Бисау были исключены из конституции. В 1990 году была введена многопартийная система. На выборах в январе 1991 года победило созданное годом ранее «Движение за демократию» (МпД), президентом стал его лидер Антониу Машкареньяш Монтейру. 25 сентября 1992 года вступила в силу новая редакция конституции, закрепившая политический плюрализм.

## Список
|           | Портрет                                     | Имя (годы жизни)                                                                                      | Полномочия      | Полномочия      | Партия                                               | Выборы | Пр.           |
| Начало    | Портрет                                     | Имя (годы жизни)                                                                                      | Окончание       |                 | Партия                                               | Выборы | Пр.           |
| --------- | ------------------------------------------- | --- | --------------- | --------------- | ---------------------------------------------------- | ------ | ------------- |
| 1 (I—III) |                                             | Аристидеш Мария Перейра (1923—2011) порт. Aristides Maria Pereira                                     | 5 июля 1975     | 22 марта 1991   | Африканская партия независимости Гвинеи и Кабо-Верде | 1975   | [ 7 ] [ 8 ]   |
|           | Африканская партия независимости Кабо-Верде | Аристидеш Мария Перейра (1923—2011) порт. Aristides Maria Pereira                                     | 5 июля 1975     | 22 марта 1991   | 1981                                                 |        | [ 7 ] [ 8 ]   |
| 1986      | Африканская партия независимости Кабо-Верде | Аристидеш Мария Перейра (1923—2011) порт. Aristides Maria Pereira                                     | 5 июля 1975     | 22 марта 1991   |                                                      |        | [ 7 ] [ 8 ]   |
| 2 (I—II)  |                                             | Антониу Мануэл Машкареньяш Гомеш Монтейру (1944—2016) порт. António Manuel Mascarenhas Gomes Monteiro | 22 марта 1991   | 22 марта 2001   | Движение за демократию                               | 1991   | [ 9 ] [ 8 ]   |
| 2 (I—II)  | 1996                                        | Антониу Мануэл Машкареньяш Гомеш Монтейру (1944—2016) порт. António Manuel Mascarenhas Gomes Monteiro | 22 марта 1991   | 22 марта 2001   | Движение за демократию                               |        | [ 9 ] [ 8 ]   |
| 3 (I—II)  |                                             | Педру Верона Родригеш Пиреш (1934—) порт. Pedro Verona Rodrigues Pires                                | 22 марта 2001   | 22 марта 2006   | Африканская партия независимости Кабо-Верде          | 2001   | [ 10 ] [ 11 ] |
| 3 (I—II)  | 22 марта 2006                               | Педру Верона Родригеш Пиреш (1934—) порт. Pedro Verona Rodrigues Pires                                | 9 сентября 2011 | 2006            | Африканская партия независимости Кабо-Верде          |        | [ 10 ] [ 11 ] |
| 4 (I—II)  |                                             | Жорже Карлуш де Алмейда Фонсека (1950—) порт. Jorge Carlos de Almeida Fonseca                         | 9 сентября 2011 | 20 октября 2016 | Движение за демократию                               | 2011   | [ 12 ] [ 13 ] |
| 4 (I—II)  | 20 октября 2016                             | Жорже Карлуш де Алмейда Фонсека (1950—) порт. Jorge Carlos de Almeida Fonseca                         | 9 ноября 2021   | 2016            | Движение за демократию                               |        | [ 12 ] [ 13 ] |
| 5         |                                             | Жозе Мария Перейра Невеш (1960—) порт. José Maria Pereira Neves                                       | 9 ноября 2021   | действующий     | Африканская партия независимости Кабо-Верде          | 2021   | [ 14 ] [ 15 ] |